# Fernando Arlete (sprinter)
Fernando Arlete (ur. 5 sierpnia 1979) – lekkoatleta z Gwinei Bissau, specjalizujący się w biegach sprinterskich, olimpijczyk.
W roku 2000 reprezentował swój kraj na igrzyskach w Sydney - startował w biegu na 100 metrów - nie ukończył biegu. 

## Rekordy życiowe
| Dystans            | Wynik (s) | Miejsce      | Data             |
| ------------------ | --------- | ------------ | ---------------- |
| bieg na 100 metrów | 10.74     | Johannesburg | 14 września 1999 |
| bieg na 200 metrów | 21.82     | Johannesburg | 17 września 1999 |